# Seleção Sul-Africana de Rugby Union
A Seleção Nacional de Rugby da África do Sul, conhecido pelo seu apelido de Springboks, é governado por The South African Rugby Union. Os Springboks vestem verde e ouro, com calções brancos, e seus emblemas são a cabra-de-leque (chamada de Springbok na língua africânder) e a flor protea-rei.

## História
Os Springboks jogam desde 30 de Julho de 1891, quando fizeram seu primeiro teste contra a seleção das Ilhas Britânicas. Esse adversário também influenciaria indiretamente na adoção das cores verde e dourado pelos sul-africanos: embora elas não possuíssem maior destaque ou mesmo presença na bandeira da África do Sul até 1994, foram adotadas ainda em 1903. Não havia um uniforme fixo dos Springboks, que usavam a vestimenta da equipe onde jogasse seu capitão. Na ocasião, usou-se por conta disso o uniforme do Old Diocesan, que empregava a combinação auriverde. Como foi com ela que a África do Sul derrotou pela primeira vez os britânicos, a vestimenta terminou consagrada; a principal rivalidade histórica, contra a Nova Zelândia, ainda tardaria até 1921 para ter um primeiro encontro.
Com o apartheid, o país passou a ser representado simultaneamente por diferentes seleções, ainda que somente os Springboks, restritos de modo oficial aos brancos (sob administração da South Africa Rugby Football Board, a SARFB), possuíssem caráter oficial. O torneio organizado pela SARFB também era restrito aos brancos - a Currie Cup, disputada por seleções provinciais, que na época incluíam a da Namíbia, então integrante do país com a denominação de Sudoeste Africano.
No regime de segregação, as outras etnias precisaram formar suas próprias federações, torneios e seleções: os negros, governados pela South African Rugby Association (SARA), tinham sua seleção apelidada de Leopards e disputavam a NRC Cup. Mestiços e asiáticos eram regidos pela South Africa Rugby Football Federation (SARFF), disputavam a Rhodes Cup e jogavam pela seleção apelidada de Proteas, alcunha que o filme Invictus mostra que esteve a ponto de substituir a dos Springboks em revanchismo almejado com a presidência nacional de Nelson Mandela - tendo o próprio Mandela vetado a medida, receoso de inflamar ainda mais os brancos contra a nova era.
Durante o apartheid, o nome South African Rugby Union (SARU, que em 1992 absorveu a SARFB) designava uma entidade de oposição ao regime, que reunia a versão local dos Barbarians como uma equipe multirracial. Outra seleção multirracial foi a dos Mbabalas (que usavam camisa azul e eram simbolizados pela gazela imbabala), reunida em 1980 para excursões aos Estados Unidos e Reino Unido. A falta de caráter oficial dessas outras seleções não impedia que elas também disputassem amistosos contra outros países do primeiro escalão; os Leopards, inclusive, usavam uniforme similar ao dos Springboks, enfrentando em 1974 os British and Irish Lions, em 1975 a Itália e a Nova Zelândia em 1976 e 1980. Esses adversários também enfrentaram nesses mesmos anos os Proteas, que por sua vez usavam de outro modo as mesmas cores - o dourado era a cor principal da camisa e o verde, a do calção.
Errol Tobias, jogador dos Proteas, depois veio a ser o primeiro não-branco admitido nos Springboks, ainda em 1981. Mas, durante a segregação oficial, só houve espaço para outro não-branco - Avril Williams, usado em 1984. Apenas em 1992 é que os Springboks, com a fusão da SARU com a SARFB, passaram a representar formalmente todo o país. Sobrinho de Avril, Chester Williams foi o terceiro não-branco nos Boks, estreando em 1993 e sendo ferramenta importante para angariar-se apoio dos negros na Copa do Mundo de Rugby Union de 1995 (sediada no país), mesmo que fosse formalmente um mestiço como os dois antecessores.
O torneio de 1995 marcou a própria estreia sul-africana na Copa do Mundo, que já havia sido realizada duas vezes, para as quais os Springboks foram impedidos de participar devido ao boicote generalizado do mundo ao apartheid  - o que não impedia que seus representantes federativos participassem da gestão do evento, levando a seleção soviética a, em represália, recusar participar do torneio. O boicote enfraquecera nitidamente os Springboks, que historicamente possuíam a seleção mais forte do rugby union, ainda tendo àquela altura mais vitórias do que derrotas no duelo direto contra os rivais All Blacks. Os neozelandeses viriam a ser precisamente os adversários na decisão, com o retrospecto recente atraindo-lhes o grande favoritismo. O triunfo sul-africano (por 15-12), assim, foi visto como surpreendente e habilmente empregado politicamente pela gestão de Mandela como símbolo de união nacional.
A seleção voltou a ser campeão doze anos depois, em 2007, embora os representantes não-brancos seguissem sendo mestiços - Bryan Habana e JP Pietersen. O terceiro título, outros doze anos mais tarde, em 2019, foi visto como um salto maior na reversão das consequências de décadas de racismo oficial. Os protagonistas eram negros na outrora acepção oficial do termo, incluindo o capitão Siya Kolisi - acompanhado de Makazole Mapimpi, Lukhanyo Am, Tendai Mtawawira e Bongi Mbonambi e dos mestiços Cheslin Kolbe e Herschel Jantjies. Os tries da final foram alcançados por Mapimpi e Kolbe.
Desde 1996, após a permissão do profissionalismo no rugby union, os Springboks também competem, anualmente, no Rugby Championship (antigo Tri Nations, renomeado após a entrada da Argentina a partir de 2012), juntamente com Argentina, Austrália e Nova Zelândia. Eles ganharam este campeonato em três ocasiões em 21 anos. Eles também realizaram testes contra as várias nações que jogam rugby.
Os Springboks venceram a Copa do Mundo de Rugby de 2019, no Japão, após derrotarem a Inglaterra por 32 a 12 na final. Foi a primeira vez que um capitão negro do rugby sul-africano levantou a Webb Ellis Cup, bem como a primeira vez que uma equipa venceu uma final com uma derrota na fase de grupos, sendo o capitão Siya Kolisi que presenteou o presidente sul-africano Cyril Ramaphosa com a camisola número 6 para homenagear Nelson Mandela. que vestiram a mesma camisa numerada durante a Copa do Mundo de Rugby de 1995.

## Títulos
- Copa do Mundo de Rugby Union (3): 1995, 2007, 2019 e 2023
- Copa da África de Rugby (3): 2000, 2001 e 2006

## Retrospecto emCopas do Mundo
| Resumo na Copa do mundo: = Vitória - Empate - Derrota |                                    |                                    |                                    |                                    |                                    |                                    |
| Ano                                                   | Lugar                              | 1 Turno                            | Quartas-de-final                   | Semifinais                         | Terceiro lugar                     | Final                              |
| 1987                                                  | Não participou devido ao apartheid | Não participou devido ao apartheid | Não participou devido ao apartheid | Não participou devido ao apartheid | Não participou devido ao apartheid | Não participou devido ao apartheid |
| 1991                                                  | Não participou devido ao apartheid | Não participou devido ao apartheid | Não participou devido ao apartheid | Não participou devido ao apartheid | Não participou devido ao apartheid | Não participou devido ao apartheid |
| 1995                                                  | Campeã                             | 27-18; 21-8 20-0                   | 42-14                              | 19-15                              |                                    | 15-12                              |
| 1999                                                  | Terceiro lugar                     | 46-29; 47-3 39-3                   | 44-21                              | 21-27                              | 22-18                              |                                    |
| 2003                                                  | 5°                                 | 72-6; 6-25 46-19; 60-10            | 29-9                               |                                    |                                    |                                    |
| 2007                                                  | Campeã                             | 59-7; 36-0 30-25; 64-15            | 37-20                              | 37-13                              |                                    | 15-6                               |
| 2011                                                  | 5°                                 | 17-16; 49-3 87-0; 13-5             | 9-11                               |                                    |                                    |                                    |
| 2015                                                  | Terceiro lugar                     | 32–34; 46–6 34–16; 64-0            | 23-19                              | 18-20                              | 24-13                              |                                    |
| 2019                                                  | Campeã                             | 13-23; 57-3; 49-3; 66-7            | 26-3                               | 19-16                              |                                    | 32-12                              |

## Ligações Externas
- Site oficial da SA Rugby
- http://rugbydata.com/southafrica